# تصنيف الجهات المصدرة للطوابع البريدية
كل مقالة في هذه الفئة عبارة عن مجموعة من المقالات حول عدة جهات إصدار طوابع بريدية، مرتبة أبجديًا. صُممت هذه المقالات بناءً على النموذج المصغر، مما يوفر معلومات موجزة عن جميع الجهات المصدرة المعروفة.
انظر صفحة فئة:مجموعة مصدري الطوابع البريدية للحصول على تفاصيل المشروع.

## فالونا (مكتب البريد الإيطالي)
بلح
1909–1916
عملة
40 فقرة = قرش واحد
يشير إلى
مكاتب البريد الإيطالية في الإمبراطورية التركية
فايتوبو
يشير إلى
توفالو

## أرض فان ديمن
بلح
1853–1860
عاصمة
هوبارت
عملة
12 بنسًا = 1 شلن ؛ 20 شلنًا = 1 جنيه إسترليني
المقال الرئيسي المطلوب
طوابع البريد والتاريخ البريدي لأرض فان ديمن

## جزيرة فانكوفر
بلح
1865 فقط
عاصمة
فيكتوريا
عملة
100 سنت = 1 دولار
يشير إلى
كولومبيا البريطانية

## فانواتو
بلح
1980 –
عاصمة
فيلا
عملة
(1980) 100 سنتيم = 1 فرنك
(1981) فاتوس
المقال الرئيسي: الطوابع البريدية والتاريخ البريدي لفانواتو
انظر أيضا
جزر هيبريدس الجديدة

## فاثي (مكاتب البريد الفرنسية)
بلح
1893–1914
عملة
تُستخدم اللغتين الفرنسية والتركية في وقت واحد
يشير إلى
مكاتب البريد الفرنسية في الإمبراطورية التركية

## مدينة الفاتيكان
بلح
1929 –
عملة
100 سنتيمي = 1 ليرة
المقال الرئيسي: طوابع البريد والتاريخ البريدي لمدينة الفاتيكان

## فيجليا
بلح
1920 فقط
عاصمة

عملة
100 سنتيمي = 1 ليرة
يشير إلى
فيومي

## فيندا
إحدى المناطق ( البانتوستانات ) التي أنشأتها حكومة جنوب أفريقيا كجزء من سياسة الفصل العنصري. ورغم أن المنطقة نفسها لم تحظَ باعتراف دولي، إلا أن طوابعها البريدية كانت صالحة للاستخدام.
بلح
1979 – 1994
عاصمة
ثوهوياندو
عملة
100 سنت = 1 راند
يشير إلى
الأقاليم في جنوب أفريقيا

## فينيسيا جوليا (الاحتلال الإيطالي)
بلح
1918–1919
عملة
النمساوية والإيطالية تستخدمان في وقت واحد
يشير إلى
قضايا الاحتلال الإيطالي

## فينيسيا جوليا وإستريا
المقال الرئيسي المطلوب

يشمل
إستريا (الاحتلال اليوغوسلافي) ؛
فينيسيا جوليا وإستريا (الحكومة العسكرية المتحالفة) ؛
فينيسيا جوليا وإستريا (الحكومة العسكرية اليوغوسلافية) ؛
فينيسيا جوليا وإستريا (الاحتلال اليوغوسلافي)
انظر أيضا
تريستي ؛
فينيسيا جوليا (الاحتلال الإيطالي)

## فينيسيا جوليا وإستريا (الحكومة العسكرية المتحالفة)
بلح
1945–1947
عملة
100 سنتيمي = 1 ليرة
يشير إلى
فينيسيا جوليا وإستريا
انظر أيضا
ترييستي

## فينيسيا جوليا وإستريا (الحكومة العسكرية اليوغوسلافية)
بلح
1945–1947
عملة
100 سنتيمي = 1 ليرة
يشير إلى
فينيسيا جوليا وإستريا

## فينيسيا جوليا وإستريا (الاحتلال اليوغوسلافي)
بلح
1945 فقط
عملة
100 سنتيمي = 1 ليرة
يشير إلى
فينيسيا جوليا وإستريا

## فنزويلا
بلح
1859 –
عاصمة
كاراكاس
عملة
(1859) 100 سنتافو = 8 ريالات = 1 بيزو
(1879) 100 سنتيموس = 1 فنزويلي
(1880) 100 سنتيموس = 1 بوليفار
المقال الرئيسي: الطوابع البريدية والتاريخ البريدي لفنزويلا

## فيكتوريا
بلح
1850–1912
عاصمة
ملبورن
عملة
12 بنسًا = 1 شلن ؛ 20 شلنًا = 1 جنيه إسترليني
المقال الرئيسي المطلوب

انظر أيضا
أستراليا

## فيكتوريا لاند
بلح
1911–1912
عملة
12 بنسًا = 1 شلن ؛ 20 شلنًا = 1 جنيه إسترليني
يشير إلى
أقاليم نيوزيلندا

## فيينا
يشير إلى
الأمم المتحدة

## الفيتكونغ
يشير إلى
الجبهة الوطنية لتحرير فيتنام الجنوبية

## فيتنام
بلح
1976 –
عاصمة
هانوي
عملة
100 شو = 1 دونج
المقال الرئيسي: الطوابع البريدية والتاريخ البريدي لفيتنام
يشمل
فيتنام (المستعمرة الفرنسية)

## فيتنام (المستعمرة الفرنسية)
بلح
1945–1954
عاصمة
هانوي
عملة
(1945) 100 سنت = 1 قرش
(1945) 100 شو = 10 هاو = 1 دونج
يشير إلى
فيتنام

## فيلنيوس
يشير إلى
ليتوانيا (الاحتلال الألماني)

## جزر فيرجن
بلح
1866–1968
عاصمة
رود تاون
عملة
(1866) 12 بنسًا = 1 شلن ؛ 20 شلنًا = 1 جنيه إسترليني
(1951) 100 سنت = 1 دولار
يشير إلى
جزر فيرجن البريطانية

## فلاديفوستوك
يشير إلى
بريامور والمقاطعات البحرية

## فولكسروست
بلح
1902 فقط
عملة
12 بنسًا = 1 شلن ؛ 20 شلنًا = 1 جنيه إسترليني
يشير إلى
ترانسفال

## منشور خاص بالواقع الافتراضي
يشير إلى
فريبورغ

## في آر آي
يشير إلى
ليندنبورغ ؛
ولاية أورانج الحرة ؛
ترانسفال ؛
فولكسروست ؛
فولمارانستاد

## فريبورغ
بلح
1899–1900
عملة
12 بنسًا = 1 شلن ؛ 20 شلنًا = 1 جنيه إسترليني
يشير إلى
رأس الرجاء الصالح
انظر أيضا
ستيلالاند

## VU(J)NA-STT
يشير إلى
STT-VUJA/STT-VUJNA

## فهرس
- شركة ستانلي جيبونز المحدودة، أوروبا والمستعمرات 1970، شركة ستانلي جيبونز المحدودة، 1969
- شركة ستانلي جيبونز المحدودة، كتالوجات متنوعة
- ستيوارت روسيتير وجون فلاور، أطلس الطوابع، دبليو إتش سميث، 1989
- قاموس XLCR للبحث عن الطوابع وهواة الجمع، توماس كليف المحدودة، حوالي عام 1960

## روابط خارجية
- AskPhil – مسرد مصطلحات جمع الطوابع
- موسوعة تاريخ البريد